# Cecil Green
Cecil Green (Dallas, Texas, 30 september 1919 - Winchester, Indiana, 29 juli 1951) was een Amerikaans Formule 1-coureur. Hij reed 2 races; de Indianapolis 500 van 1950 en 1951.